# Districtul Arris
Arris este un district din provincia Batna, Algeria.